# Frank Weijers
Frank Weijers (Veldhoven, 6 oktober 1967) is een voormalig Nederlands profvoetballer die als aanvaller speelde. 

## Carrière
Frank Weijers begon met voetballen bij de club uit zijn geboorteplaats, VV UNA. Hier speelde hij in totaal 15 jaar alvorens hij een stap richting het betaalde voetbal maakte.
Weijers maakte zijn debuut in het betaald voetbal voor Helmond Sport. Weijers was tijdens zijn debuutwedstrijd  meteen trefzeker voor Helmond Sport, dit doelpunt bleek later het 1000e doelpunt voor de club te zijn. Na drie succesvolle seizoenen bij de club uit Helmond, vertrok hij naar HFC Haarlem. Ook hier wist hij zijn doelpunten te maken en scoorde 14 keer in 31 wedstrijden. 
Tussen 1994 en 1996 speelde Weijers twee seizoenen voor het Belgische Dessel Sport, waarmee hij promoveerde van de Vierde klasse naar de Derde klasse. 
In 1996 keerde hij terug naar Nederland en ging voetballen bij EVV. Gedurende de tijd dat hij speler was van EVV, kende de club een naamsverandering van EVV naar FC Eindhoven.
In 1998 vertrok Weijers naar RBC, waar hij in één seizoen 12 keer scoorde in 27 wedstrijden.
Na 1 seizoen RBC besloot hij om terug te keren bij Helmond Sport. Hier speelde hij nog 2 seizoenen alvorens hij stopte als profvoetballer. 
Na de laatste 2 seizoenen bij Helmond Sport, speelde Weijers zowel nog een seizoen bij het Belgische KFC Lille, als bij de club waar hij begon met voetballen, VV UNA.
| Seizoen | Club          | Land      | Competitie     | Duels | Goals |
| ------- | ------------- | --------- | -------------- | ----- | ----- |
| 1990/91 | Helmond Sport | Nederland | Eerste divisie | 38    | 16    |
| 1991/92 | Helmond Sport | Nederland | Eerste divisie | 37    | 18    |
| 1992/93 | Helmond Sport | Nederland | Eerste divisie | 27    | 8     |
| 1993/94 | HFC Haarlem   | Nederland | Eerste divisie | 31    | 14    |
| 1996/97 | EVV           | Nederland | Eerste divisie | 33    | 9     |
| 1997/98 | FC Eindhoven  | Nederland | Eerste divisie | 25    | 1     |
| 1998/99 | RBC           | Nederland | Eerste divisie | 27    | 12    |
| 1999/00 | Helmond Sport | Nederland | Eerste divisie | 29    | 8     |
| 2000/01 | Helmond Sport | Nederland | Eerste divisie | 19    | 4     |
| Totaal  | Totaal        | Totaal    | Totaal         | 266   | 90    |